# Silk Way West Airlines
Silk Way West Airlines es una aerolínea de carga con sede en Bakú, Azerbaiyán, su base principal es el  Aeropuerto Internacional Heydar Aliyev. La compañía fue fundada en 2001 y ofrece servicios de transporte de mercancías entre Europa y Asia. La aerolínea debe su nombre a la Ruta de la Seda (Silk Way en inglés) una ruta comercial histórica entre los dos continentes.

## Destinos
A partir de abril de 2013, Silk Way West Airlines ofrece vuelos regulares a los siguientes destinos:
| Destinos de Silk Way West Airlines | Destinos de Silk Way West Airlines | Destinos de Silk Way West Airlines           | Destinos de Silk Way West Airlines | Destinos de Silk Way West Airlines |
| ---------------------------------- | ---------------------------------- | -------------------------------------------- | ---------------------------------- | ---------------------------------- |
| País                               | Ciudad                             | Aeropuerto                                   | Notas                              |                                    |
| Afganistán                         | Kabul                              | Aeropuerto Internacional de Kabul            |                                    |                                    |
| Afganistán                         | Kandahar                           | Aeropuerto Internacional de Kandahar         |                                    |                                    |
| Azerbaiyán                         | Bakú                               | Aeropuerto Internacional Heydar Aliyev       | Hub                                |                                    |
| China                              | Hong Kong                          | Aeropuerto Internacional de Hong Kong        |                                    |                                    |
| China                              | Shanghái                           | Aeropuerto Internacional Pudong              |                                    |                                    |
| China                              | Urumchi                            | Aeropuerto Internacional de Urumchi-Diwopu   |                                    |                                    |
| Georgia                            | Tiflis                             | Aeropuerto Internacional de Tbilisi          |                                    |                                    |
| Alemania                           | Hahn                               | Aeropuerto de Frankfurt                      |                                    |                                    |
| Reino Unido                        | Londres                            | Aeropuerto de Londres-Stansted               |                                    |                                    |
| Kazajistán                         | Aktau                              | Aeropuerto de Aktau                          |                                    |                                    |
| Kazajistán                         | Aktobe                             | Aeropuerto de Aktobe                         |                                    |                                    |
| Kazajistán                         | Atyrau                             | Aeropuerto de Atyrau                         |                                    |                                    |
| Kazajistán                         | Oral                               | Aeropuerto de Oral-Ak Zhol                   |                                    |                                    |
| Corea del Sur                      | Seúl                               | Aeropuerto Internacional de Incheon          |                                    |                                    |
| Kirguistán                         | Biskek                             | Aeropuerto Internacional de Manas            |                                    |                                    |
| Israel                             | Tel Aviv                           | Aeropuerto Internacional Ben Gurion          |                                    |                                    |
| Italia                             | Milán                              | Aeropuerto de Milán-Malpensa                 |                                    |                                    |
| Luxemburgo                         | Luxemburgo                         | Aeropuerto de Luxemburgo-Findel              |                                    |                                    |
| Turquía                            | Estambul                           | Aeropuerto Internacional de Estambul-Atatürk |                                    |                                    |
| Países Bajos                       | Ámsterdam                          | Aeropuerto de Ámsterdam-Schiphol             |                                    |                                    |
| Emiratos Árabes Unidos             | Dubái                              | Aeropuerto Internacional de Dubái            |                                    |                                    |

El servicio de carga por carretera (RFS) también se proporciona desde Bakú a otros destinos en Asia Central.

## Flota

### Flota Actual

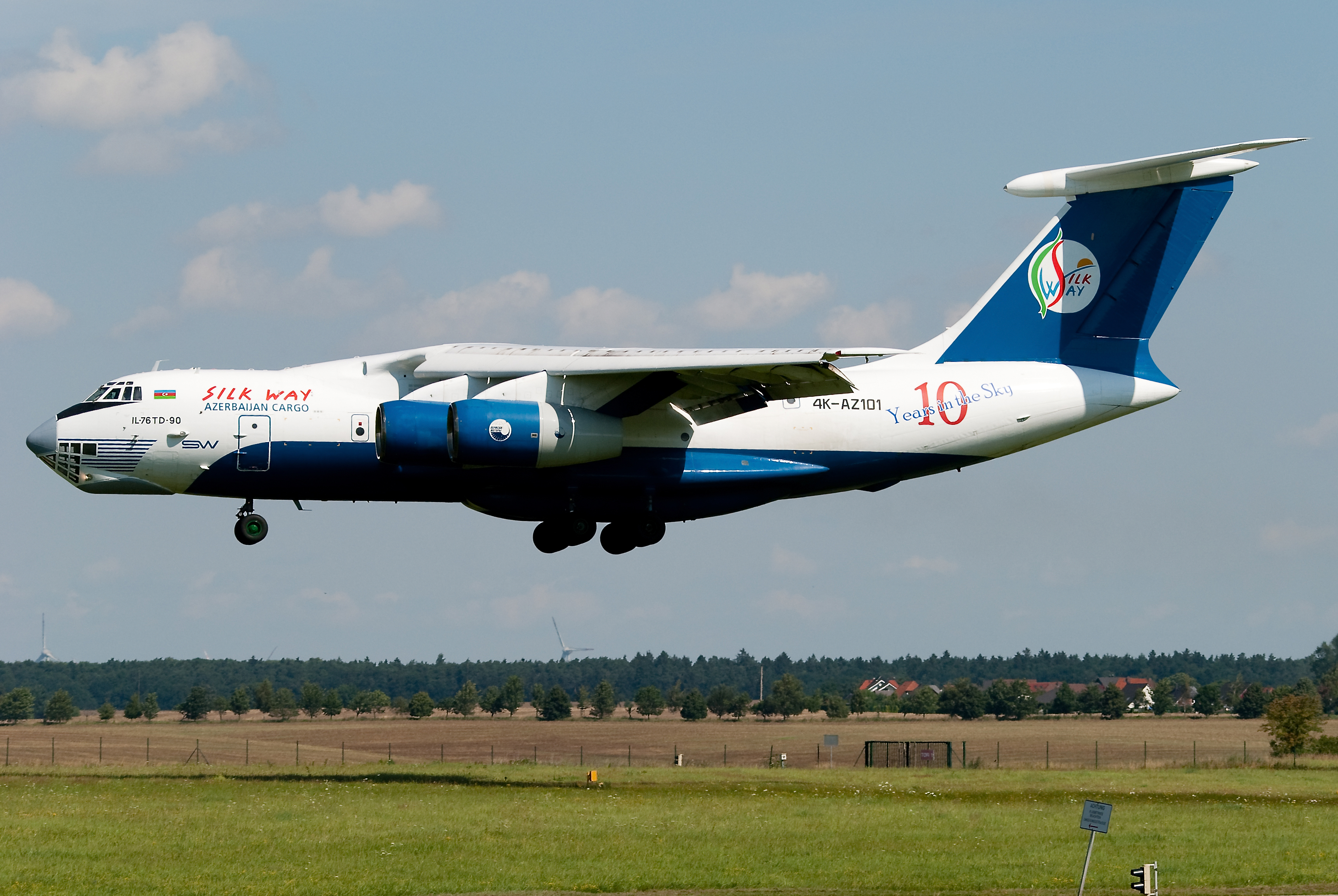
Ilyushin Il-76TD-90 de Silk Way Airlines

La flota de Silk Way West Airlines consiste en lo siguiente aviones de carga, con una edad media de 16,1 años (a julio de 2023):

## Accidentes e incidentes
- El 7 de noviembre de 2002 a las 11:30 hora local, el vuelo 4132 de Silk Way Airlines, que era operado utilizando un Antonov An-12 (registro 4K-AZ21) se salió de la pista al aterrizar en el Aeropuerto Internacional de Yamena en Chad. El avión fue destruido, pero los seis miembros de la tripulación a bordo sobrevivieron.[8]

- El 6 de julio de 2011 a las 00:10, hora local local, un Ilyushin Il-76 de Silk Way Airlines (registro 4K-AZ55) se estrelló en una montaña a 25 kilómetros de la base aérea de Bagram en Afganistán, matando a toda la tripulación de nueve personas a bordo del vuelo de carga desde Bakú, que operaba en nombre de la OTAN.[9][10]